# Omphalotus nidiformis
Espèce
Omphalotus nidiformis est une espèce de champignons basidiomycètes de la famille des Omphalotaceae, remarquable pour ses propriétés bioluminescentes. Il se trouve principalement dans le sud de l'Australie et en Tasmanie, mais il a été signalé en Inde, en 2012 et 2018. Le corps en forme d'éventail ou d'entonnoir, a jusqu'à 30 cm de diamètre, avec un chapeau de couleur crème recouvert de nuances d'orange, de brun, de violet ou de noir bleuté. Les lames blanches ou crème s'étendent sur toute la longueur du stipe, qui peut atteindre 8 cm de long et dont l'épaisseur diminue jusqu'à la base. Le champignon est à la fois saprotrophe et parasitaire et on trouve généralement ses organes fructifères en grappes superposées sur une grande variété d'arbres morts ou mourants.
Décrit scientifiquement pour la première fois en 1844, le champignon est connu sous plusieurs noms au cours de son histoire taxonomique. Son nom actuel lui a été attribué par Orson Knapp Miller, en 1994. Son nom scientifique est dérivé du latin nidus nid, d'où en forme de nid. D'apparence similaire au pleurote comestible commun, il était auparavant considéré comme un membre du même genre, Pleurotus, et décrit sous les anciens noms Pleurotus nidiformis ou Pleurotus lampas. Contrairement aux pleurotes, Omphalotus nidiformis est toxique. Bien qu'il ne soit pas mortel, sa consommation provoque de graves crampes et des vomissements. Les propriétés toxiques du champignon sont attribuées à des composés appelés illudines (en). Omphalotus nidiformis est l'une des nombreuses espèces du genre cosmopolite Omphalotus, qui ont toutes des propriétés bioluminescentes.

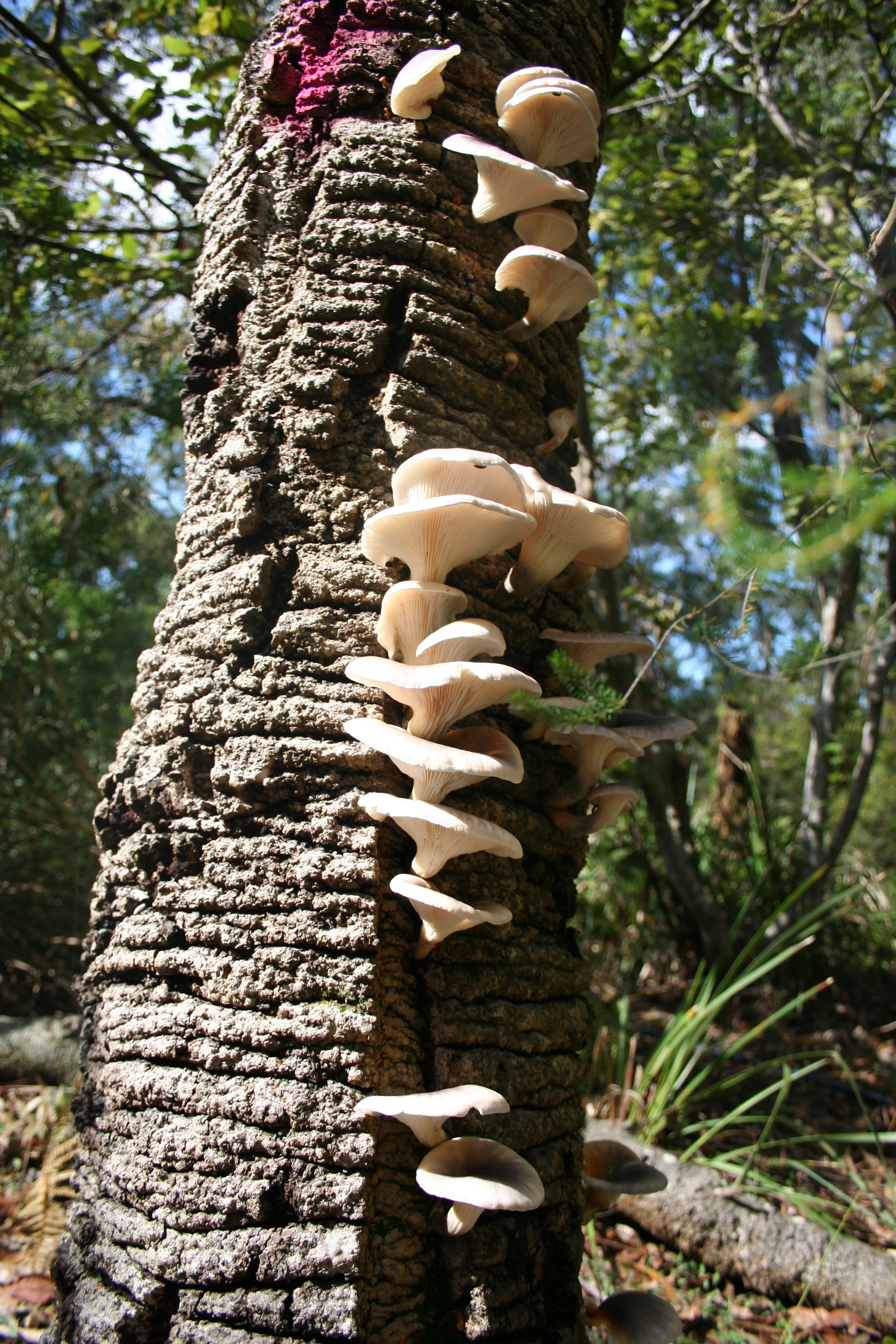
Omphalotus nidiformis